# Марголин, Павел Васильевич
Павел Васильевич Марголин (Шрага-Файвл Марголин; 1870, Глуск — 2 декабря 1942, Тель-Авив) — издатель, редактор, общественный деятель в Вильно и Берлине.

## Биография
Родился в Глуске в семье раввина Исайи-Вольфа Марголина. Получил традиционное еврейское образование.
В конце 1900-х — начале 1910-х гг. в Вильне издавал газету на иврите «Ха-Зман».
В период с 1914 по 1918 издавал газету на идише «Лецте Найс».
В 1918 поселился в Берлине, продолжая издательскую деятельность. Опубликовал конкорданцию, составленную Соломоном Манделькерном.
С ростом нацизма в 1933 эмигрировал в Эрец-Исраэль. Скончался в Тель-Авиве в 1942.

### Семья
Был женат на дочери богатого мецената Хане-Малке Ривкиной. Их дети: Аминодав, Мириам Марголин-Ейвин, Авраам-Симха, Рахиль Марголин-Перельман, Кция Ратнер и Иехудит.
Дочь — Кция Павловна Ратнер (1905—1999), учёный в области агрохимии и физиологии растений, автор нескольких поэтических сборников на идише, жена профессора Евсея Иделевича Ратнера (1900—1978). Их дочь — математик Марина Ратнер.